# Schra van Novgorod
De Schra van Novgorod (Duits: Novgoroder Schra, ook skra; meervoud schraen of schragen) was de hofordnung (hofreglement) van Peterhof, het Hanzekantoor van Novgorod.
Het hofreglement van Peterhof is het enige volledig in schrift bewaard gebleven hofreglement van de vier hanzekantoren. Het betreft waarschijnlijk het striktste hofreglement van alle hanzekantoren. De schra bevat de regels voor de gemeenschap van Hanzekooplui (Novgorodvaarders) en de volledige eigen rechtspraak als geïsoleerde "stad" in de stad onder leiding van een ältermann, grotendeels afgesloten van de lokale bevolking en hun recht.
Van de schra zijn zeven versies overgeleverd, waarin de wet- en regelgeving van stadsrecht wordt gecombineerd met die van de koopmansgenootschappen. De eerste versie is waarschijnlijk halverwege de 13e eeuw nog onder de dominantie van Gotland ontstaan, de tweede uit 1295 erkende Lübeck voor het eerst als Oberhof, de laatste is van 1466. Doordat Lübeck de meest vooraanstaande stad van de Hanze was en de controle van de Hanzekantoren deed, zijn de schragen vanaf de tweede versie sterk door het Lübecks recht beïnvloed. Een gedrukte publicatie van alle zeven de versies verscheen in 1911 in Dorpat. Door de universiteit van Erlangen werd een digitale uitgave samengesteld.